# Ministère de la Jeunesse et des Sports (Azerbaïdjan)
Le ministère de la Jeunesse et des Sports de la république d'Azerbaïdjan (en azerbaïdjanais: Azərbaycan Respublikasının Gənclər və İdman Nazirliyi) est une agence gouvernementale du gouvernement de l'Azerbaïdjan chargée de réglementer les activités liées au sport et au développement de la jeunesse en république d'Azerbaïdjan. Le poste de ministre vacant depuis la mort d'Azad Rahimov le 30 avril 2021est occupé par Farid Gayibov le 7 septembre 2021.

## Histoire
Le Ministère de la Jeunesse et des Sports a été créé le 26 juillet 1994 par le décret présidentiel no 179. Le statut du ministère a été approuvé par l'Assemblée nationale d'Azerbaïdjan par la résolution no 861. Le ministère était basé sur le besoin immédiat de développement de la jeunesse azerbaïdjanaise qui a souffert de plusieurs années de guerre du Haut-Karabagh. On a estimé qu'au moins 30 % des réfugiés et des déplacés internes azerbaïdjanais étaient des jeunes de moins de 25 ans. Quatorze comités au sein du ministère ont été constitués qui ont analysé les relations que les jeunes auraient eu avec la religion, le crime, la drogue, l'éducation, l’agriculture, santé, sports, idéologie, politique, divertissement. L’attention du gouvernement sur le sport a eu des résultats immédiats. En 1995, les athlètes azerbaïdjanais ont remporté 52 médailles, dont 23 d'or. Ils excellaient le plus dans la lutte, la boxe, le judo et le karaté.
Le 18 avril 2001, le Conseil du tourisme étranger sous l'administration du Cabinet des ministres d'Azerbaïdjan a été liquidé et ses fonctions ont été transférées au ministère de la Jeunesse et des Sports, qui l'a ensuite reconstitué en  ministère de la Jeunesse, des Sports et du Tourisme. Le 30 janvier 2006, conformément au décret présidentiel d'Ilham Aliyev, le ministère a été scindé, ce qui a permis de rétablir le ministère de la Jeunesse et des Sports et de former un nouveau ministère du Tourisme, qui a ensuite été transformé en ministère de la Culture et du Tourisme. 

## Structure
Le ministre est dirigé par le ministre assisté de deux vices-ministres. Les principales fonctions du ministère sont l'éducation et la formation de la jeune génération conformément à la stratégie nationale de développement de la jeunesse dans la vie sociale, économique et culturelle du pays ; éducation de la jeunesse aux valeurs universelles et nationales ; assurer le développement social, moral et physique sain de la jeunesse ; enseigner et populariser les valeurs du patrimoine historique et culturel de l'Azerbaïdjan chez les jeunes ; popularisation des activités patriotiques assurant la fidélité à la patrie ; coopération avec d'autres structures gouvernementales compétentes pour assurer un nombre croissant de lieux de travail pour les jeunes ; assistance à la réalisation de programmes d’État visant à résoudre les problèmes sociaux des orphelinats et des enfants de familles pauvres ; protection des droits des enfants ; participation et motivation pour créer des organisations de jeunesse dans tout le pays ; assurer la coopération des organisations de jeunesse avec leurs pairs à l'étranger et leur participation à des conférences internationales ; mise en œuvre de programmes étatiques dans le domaine de l'entraînement physique des jeunes ; promotion de toutes sortes d'activités sportives dans la vie sociale. Le ministère organise également chaque année un festival d'étudiants en création dont le but est d'améliorer l'éducation esthétique des étudiants, de révéler des jeunes créatifs et talentueux et d'accroître son soutien public.

## Droits du ministère
- développer des projets dans ce domaine :
- faire des propositions sur les grandes orientations de la politique de l'État dans ce domaine ;
- initier la participation de l'Azerbaïdjan aux traités internationaux ;
- faire des propositions pour attirer des investissements dans la sphère de leurs compétences ;
- coopérer avec les organisations internationales compétentes, les structures compétentes d'États étrangers, étudier l'expérience des États étrangers ;
- faire des propositions pour la tenue d'événements internationaux ;
- faire des analyses et des généralisations, préparer du matériel d'analyse, mener des recherches, faire des propositions ;
- promouvoir la formation et le développement professionnel des spécialistes dans ce domaine dans la limite des moyens mis à disposition à ces fins ;
- organiser une gamme de formations, cours, séminaires, etc.
- inviter des experts objectifs et des experts dans leurs activités ;
- reproduire des bulletins spéciaux et d’autres publications, créer des sites Web et les utiliser conformément à la loi ;
- étudier les problèmes sociaux et quotidiens existants des jeunes, en particulier des jeunes familles, et leur proposer des solutions ;
- effectuer une analyse et une prévision complètes des principaux domaines d’activité concernant les progrès de la culture physique et du sport ;
- rassembler, analyser et soumettre aux organismes compétents des statistiques provenant des écoles sportives pour enfants et adolescents et des écoles spécialisées pour enfants et jeunes des réserves olympiques ;
- attribuer des titres sportifs honorables, récompenser des représentants de clubs et d’organisations sportives, des travailleurs, des activistes travaillant dans le domaine de la culture physique et des sports ;
- d’exercer d’autres droits en fonction du type d’activité établi par la loi[7].

## Responsabilités du ministère
- assurer la mise en œuvre de programmes d'amélioration de l'État ;
- procéder à la réglementation dans ce domaine ;
- diriger les activités des organes exécutifs et des organisations non gouvernementales liées à ce secteur ;
- exercer le contrôle de l'État dans ce secteur conformément à la loi ;
- créer les conditions nécessaires à la mise en œuvre des accords internationaux auxquels l'Azerbaïdjan participe ;
- l'introduction de réalisations scientifiques et technologiques, en tenant compte de l'expérience internationale dans le secteur et la fourniture de recherche et l'utilisation de leurs succès dans la pratique ;
- participer sur le terrain avec les autorités exécutives à l'élaboration de futurs plans pour le progrès de ce secteur ;
- créer les conditions de la protection du régime secret et des secrets d'État, ainsi que prendre des mesures de sécurité ;
- informer le public de leurs activités ;
- créer un système d'information unifié pour ce secteur ;
- exploiter efficacement les fonds budgétaires alloués dans un certain domaine ;
- préparer le personnel, créer des opportunités pour les experts internationaux d'acquérir une expertise ;
- organiser des clubs de discussion pour les jeunes ;
- aider à résoudre les problèmes éducatifs et sociaux des jeunes, créer un environnement créatif pour eux ;
- enseigner aux jeunes les bases de la gestion moderne et de l'économie de marché, ainsi que l'organisation efficace de la production ;
- participer dans le domaine de la protection des droits des jeunes de la protection sociale, fournir du travail aux jeunes ;
- contribuer à la résolution des problèmes des jeunes handicapés et des invalides de guerre ;
- contribuer à la solution des problèmes sociaux et domestiques des jeunes en collaboration avec les autorités exécutives ;
- éducation des jeunes à un mode de vie sain, participation à des manifestations organisées par des organes exécutifs et des organisations non gouvernementales ;
- préparer et mettre en œuvre des programmes appropriés pour engager les étudiants dans la politique ;
- prendre des mesures pour clarifier le rôle de l'éducation physique et du sport dans l'éducation des jeunes pleinement développés ;
- encourager et promouvoir la culture physique et les sports dans le pays ;
- veiller à la protection et au renforcement de la santé des enfants, des jeunes et des étudiants dans les établissements d’enseignement et les établissements d’enseignement préscolaire à l’aide de la culture physique et des sports, déterminer les normes d’entraînement physique dans ces établissements ;
- créer un environnement favorable à l’emploi des jeunes handicapés dans la culture physique et les sports, participer à des compétitions sportives, organiser des tournois nationaux et internationaux ;
- procéder à l'immatriculation et au contrôle technique des véhicules à moteur appartenant à des particuliers et à des personnes morales et destinés à être utilisés dans le sport et la compétition ;
- établir un calendrier des compétitions sportives et des frais d’entraînement et en assurer le déroulement ;
- réglementer les règles de base des compétitions sportives, organiser et mener des travaux sur les sports traditionnels et nouveaux ;
- superviser la préparation de mesures complexes relatives à la préparation médicale, biologique et méthodologique des équipes nationales ;
- recueillir des informations sur les besoins des organisations, de la population, qui pratiquent un sport ;
- ratifier les records de l'Azerbaïdjan sur les types de sports ;
- préparer et approuver les dispositions relatives aux niveaux pour les professionnels de l'éducation physique et du sport, ainsi que fournir des grades professionnels pour les entraîneurs, les formateurs - méthodologues ;
- accréditation d'organisations non gouvernementales, de fédérations et d'autres entités actives dans le domaine sportif et relevant de leur compétence ;
- fournir à la population des services sportifs et récréatifs ;
- lutter contre le dopage dans le sport ;
- analyser les plaintes et les déclarations concernant les activités du ministère et prendre des mesures conformément à la loi ;
- exercer d'autres fonctions conformément à la procédure établie par la loi[7].

## Accords internationaux
Accords internationaux, dont le ministère de la Jeunesse et des Sports est le participant:
- Mémorandum d'accord sur la coopération dans le domaine du sport entre le ministère de la Jeunesse et des Sports de la république d'Azerbaïdjan et le ministère de la Culture, des Sports et du Tourisme de la république islamique du Pakistan (Département du sport et du tourisme) le 9 avril 1996.
- Accord de coopération dans le domaine de la jeunesse et du sport entre le gouvernement de la république d'Azerbaïdjan et le gouvernement de la république du Kazakhstan, 1996, 16 septembre 1996.
- Accord de coopération dans le domaine de l'emploi des jeunes entre le gouvernement de la république d'Azerbaïdjan et le gouvernement de la Géorgie, le 18 février 1997.
- Accord de coopération dans le domaine du sport et de la jeunesse entre le gouvernement de la république d'Azerbaïdjan et le gouvernement de la république d'Ouzbékistan, le 18 juin 1997[8].